# Clara Elsene Peck
Clara Elsene Peck, née le 18 avril 1883 et morte en février 1968, est une illustratrice et peintre américaine connue pour ses illustrations de femmes et d'enfants au début du xxe siècle. Peck reçoit sa formation artistique à la Minneapolis School of Fine Arts et est employée comme illustratrice de magazine de 1906 à 1940. L'œuvre de Peck englobe un large éventail, depuis les magazines féminins populaires et les livres pour enfants aux œuvres de fiction en passant par l'art commercial pour des produits comme le savon Ivory, les bandes dessinées et les aquarelles plus tard dans sa carrière. Peck travaille pendant « l'âge d'or de l'illustration américaine » (années 1880 à 1930), contemporaine des célèbres illustratrices Jessie Willcox Smith, Elizabeth Shippen Green et Violet Oakley.
Le travail de Peck apparaît dans des expositions de l'Art Institute of Chicago à la Pennsylvania Academy of Fine Arts, et elle reçoit des prix de la New York Association of Women Painters and Sculptors dans les années 1920. Peck réside dans une colonie artistique à Leonia, New Jersey, avec son collaborateur et mari, l'artiste John Scott Williams. Dans les années 1940, Peck contribue aux bandes dessinées catholiques distribuées dans les écoles paroissiales. Elle se concentre sur l'aquarelle dans les années 1950 et son travail est exposé en Europe et aux États-Unis. Ses illustrations et œuvres d'art les plus remarquables sont publiées dans trois livres au début de sa carrière : Shakespeare's Sweetheart (1905), A Lady of King Arthur's Court (1907) et In the Border Country (1909).

## Biographie

### Jeunesse
Clara Elsene Peck naît à Allegan, Michigan, le 18 avril 1883. Peck passe sa jeunesse à Saint Paul, Minnesota et étudie l'art à la Minneapolis School of Fine Arts. Elle suit des cours à l'Académie des Beaux-Arts de Pennsylvanie auprès du peintre et professeur impressionniste américain William Merritt Chase. Se remémorant ses premières années, Peck déclare : « Chez moi, le désir de devenir artiste est fort depuis l'enfance. D'autres membres de la famille des générations précédentes étaient des artistes, ce qui rendait naturel pour moi l'amour et la joie de l'expression créative. ».

### Mariage et décès
En 1906, Peck épouse l'illustrateur d'origine britannique John Scott Williams (1877-1975) et ils ont ensemble deux enfants, Aynard et Conway. Peck et Williams ont des styles similaires, ce qui les amene à collaborer occasionnellement sur des illustrations ensemble. Ces œuvres sont signées des premières initiales de leurs noms de famille, « PW ». Certaines des œuvres de Peck sont également créditées sous le nom de Clara Elsene Williams et la presse l'appelle parfois  « Mme John Scott Williams ».
Après que l'illustrateur Harvey Dunn ait fondé la Leonia School of Illustration à Leonia, New Jersey en 1915, Peck et Williams déménagent dans une colonie d'artistes à Leonia, rejoignant un groupe d'environ 90 artistes professionnels.
Ils vivent dans une maison construite à l'origine par l'artiste américain Charles Harry Eaton (1850-1901) sur Crescent Avenue et sont voisins du couple d'artistes John Rutherford Boyd (en) (1882-1951) et Harriet Repplier Boyd. La maison des Boyd devient un centre communautaire de rassemblements artistiques où de nombreux artistes de Leonia exposent leurs œuvres. Peck et Williams rompent et J. Scott Williams se remarie en 1930.
Peck réside plus tard à Brooklyn, New York et à Gettysburg, Pennsylvanie. Vers la fin de sa vie, l'historienne de l'art Helen Teri Caro la localise et acquiert plus de 100 œuvres pour le compte du Musée Glenbow de Calgary, en Alberta. Peck décède à Gettysburg en février 1968.

## Carrière

### Illustration
La carrière d'illustration de Peck commence au début des années 1900 avec son travail pour l'éditeur George W. Jacobs à Philadelphie, en Pennsylvanie. C’est une période où les innovations technologiques en matière d’impression en demi-teintes et en couleur engendrent « l’âge d’or de l’illustration »,. En plus des illustrations, Peck créent des décorations et des motifs de lettrage pour des livres. Les œuvres notables de cette période comprennent des illustrations pour Shakespeare's Sweetheart (1905) et A Lady of King Arthur's Court (1907) de Sara Hawks Sterling (en), ainsi que In the Border Country (1909) de Josephine Daskam Bacon (en). Peck illustre finalement au moins quatre livres supplémentaires de Bacon.

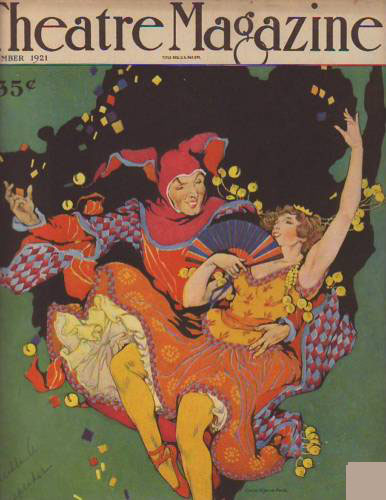
Couverture du magazine Theatre, novembre 1921.

En 1908, Peck conçoit sa première couverture pour Collier's. Elle commence à illustrer des magazines féminins (en) dans les années 1910 et 1920, contribuant à Cosmopolitan, Good Housekeeping, Ladies Home Journal, Today's Housewife (en) et Household Magazine. Les illustrations du magazine Peck apparaissent dans St. Nicholas Magazine (en), The Century Magazine, The Delineator (en), the Pictorial Review et The Youth's Companion (en). Elle contribue à plusieurs illustrations de couverture de Theatre Magazine au début des années 1920 et travaille comme artiste commerciale sur des campagnes publicitaires pour des sociétés telles que Procter & Gamble, Metropolitan Life, The Aeolian Company (en) et Ivory Soap. Peck illustre également des livres pédagogiques, des certificats d'études, des partitions, des fictions et des contes de fées,.
Les femmes et les enfants dans l'œuvre de Peck sont représentés avec une grande sensibilité dans une grande variété de rôles et de responsabilités. L'historien de l'art et illustrateur Walt Reed (en) décrit le style de Peck comme « décoratif dans la composition et sensible dans le rendu ». Les thèmes artistiques trouvés dans le travail de Peck incluent l'éducation, la psychologie de l'enfant et la future mère. Le style décoratif de l’époque est popularisé par l’illustrateur américain Howard Pyle et ses étudiantes,. Selon Elizabeth H. Hawkes, conservatrice émérite du Delaware Art Museum, le style consiste à « utiliser des figures plates, aux couleurs vives, audacieusement décrites et placées sur un fond à motifs. Elles incorporaient des éléments du style d'affiche populaire des années 1890 et empruntaient des motifs à Walter Crane, Kate Greenaway et le style d'illustration du mouvement anglais Arts and Crafts. » .
La carrière d'illustration de Peck est active depuis « l'âge d'or de l'illustration américaine » jusqu'au début de la Grande Dépression, lorsque la carrière des illustrateurs souffre de la mauvaise économie,. La production d'illustrations de magazines de Peck se poursuit au moins jusqu'en 1935.

### Dessin animé
Dans les années 1940, Peck travaille comme dessinatrice pour Topix Comics et Treasure Chest, une série de bandes dessinées catholiques. Topix Comics est lancé en 1942 et produit à St. Paul, Minnesota. La bande dessinée présente des histoires de chrétiens courageux, de saints et de récits bibliques et, en 1946, elle a un tirage de plus de 600 000 exemplaires. Le travail de Peck est distribué exclusivement dans les écoles paroissiales et apparaît pendant la majeure partie des neuf années d'existence du titre. Elle fournit également du matériel pour les premiers numéros du titre Treasure Chest sur le thème similaire , y compris quelques épisodes du long métrage The Robinson's Rumpus Room et la couverture du volume 2, numéro 9 en 1946.

### Peinture
Peck participe à plusieurs expositions dans les années 1950, à commencer par l'American Watercolour Society . De 1956 à 1957, Peck fait partie de l'exposition itinérante européenne du Metropolitan Museum of Art . En 1958, le travail de Peck apparaît au Washington County Museum of Art, dans une exposition personnelle au Gettysburg College (en), au York Art Center et à New Canaan, Connecticut. Le Brandywine Museum of Art (en) et le Delaware Art Museum accueillent ses peintures. Depuis 2000, quelques ventes de peintures à l’huile de paysages et de portraits sont enregistrées dans diverses maisons de ventes.

## Prix et distinctions
Peck est membre de plusieurs associations artistiques, dont l'American Watercolour Society (1931-1967), la National Association of Women Painters and Sculptors, la National Association of Women Artists, la New York Watercolour Society et la Society of Illustrators (en). Avec Florence Scovel Shinn, Rose O'Neill et d'autres, Peck est l'une des 20 premières femmes à devenir membre de la Society of Illustrators en 1922, représentant environ 10 % du total des membres. En 1913, l’œuvre de Peck est présentée dans des expositions à l'Art Institute of Chicago et à la Pennsylvania Academy of Fine Arts, ainsi qu'à la National Association of Women Artists et à la New York Association of Women Painters and Sculptors où elle remporte des prix en 1920 et 1921. À titre posthume, les œuvres de Peck sont présentées dans l'exposition phare de New York en 1976, 200 ans d'illustration américaine; en 1985, à l'exposition America's Great Women Illustrators 1850-1950 à New York   et, en 1986, à l’exposition American Illustration 1890–1925 tenue à Calgary.

## Livres illustrés sélectionnés
- Phases, Mazes and crazes of love . Par Minna Thomas Antrim . Philadelphie : George W. Jacobs and Company, 1904.
- Knocks, Witty Wise and ____. Par Minna Thomas Antrim. Philadelphie : George W. Jacobs and Company, 1905.
- Shakespeare's Sweetheart. Par Sara Hawks Sterling. Philadelphie : George W. Jacobs & Co, 1905.
- A Lady of King Arthur's Court. Par Sara Hawks Sterling. Philadelphie : George W Jacobs and Co., 1907.
- In the Border Country. Par Joséphine Daskam Bacon. New York : Page Doubleday, 1909.
- The Hallowell Partnership. Par Katharine Holland Brown. New York : les fils de Charles Scribner, 1912.
- The Prince of Mercuria. Par Atkinson Kimball. New York : Heart's International Library Co., 1914.
- The Diary of an Expectant Mother. Par Charlotte Hirsch. Chicago : AC McClurg, 1917.

## Galerie
|                                                                        |
| Une ancienne illustration pour Phases, Mazes and Crazes of Love (1904) |

|                                      |
| A Lady of King Arthur's Court (1907) |

|                                  |
| Publicité pour Ivory Soap (1918) |

|                                                   |
| Couverture illustrée pour Theatre Magazine (1922) |

|                                |
| Cover to Treasure Chest (1946) |

|                                   |
| Une page de Treasure Chest (1947) |

### Notices et bases
- Ressources relatives aux beaux-arts :   - Artists of the World Online
  - Bénézit
  - MutualArt
  - Union List of Artist Names
- Notices d'autorité :   - VIAF
  - ISNI
  - LCCN
  - WorldCat

### Illustrations de livres
- Girl Wanted! par Josephine Daskam Bacon
- In the Border Country par Josephine Daskam Bacon
- The Prince of Mercuria par Atkinson Kimball